# Kazuto Seki
Kazuto Seki (関 一人 Seki Kazuto: Shizuoka, 26 de dezembro de 1977) é um velejador japonês. 

## Carreira
Kazuto Seki representou seu país nos Jogos Olímpicos de 2004, na qual conquistou a medalha de bronze na classe 470 em 2004. 